# 赤壁市第一中学
赤壁市第一中学（英文：The No.1 Middle School of Chibi），位於中華人民共和國湖北省赤壁市，校區佔地360多畝，有专职教师363人。

## 历史
赤壁市第一中学創辦於1912年，1956年被定为湖北省重点中学，2000年成为咸宁地区首所省级示范性高中。